# Franco Salvi
Franco Salvi (Brescia, 13 dicembre 1921 – Brescia, 28 ottobre 1994) è stato un politico italiano.